# Светско првенство у пливању 2017 — 4×100 м слободно за жене
Такмичење у пливању у штафети 4×100 метара слободним стилом за жене на Светском првенству у пливању 2017. одржано је 23. јула (квалификације и финале) као део програма Светског првенства у воденим спортовима. Трке су се одржавале у базену Дунав арене у Будимпешта.
За трке у овој штафети било је пријављено укупно 14 екипа (једна екипа је одустала од анступа у квалификацијама), а током квалификација и финала наступило је укупно 59 пливачица. Титулу светског првака освојила је штафета Сједињених Држава која је у финалу испливала резултат од 3:31,72 (уједно нови национални и нови континентални рекорд), сребро је освојила штафета Аустралије док је бронзана медаља припала штафети Холандије. 

## Освајачи медаља
| | Резултат | | Резултат |                                                                                | Резултат |
| |          | |          |                                                                                |          |
| Сједињене Државе · Малори Комерфорд · Келси Ворел · Кејти Ледеки · Симон Мануел · Лија Нил · Оливија Смолига | 3:31,72  | Аустралија · Шејна Џек · Бронте Кемпбел · Британи Елмсли · Ема Макион · Емили Сибом · Медисон Вилсон | 3:32,01  | Холандија · Ким Бус · Фемке Хемскерк · Мауд ван дер Мер · Раноми Кромовиђојо · | 3:32,64  |

## Званични рекорди
Пре почетка такмичења званични светски рекорд и рекорд шампионата у овој дисциплини су били следећи:
| Рекорд                         | Штафета    | Резултат | Место                   | Датум           |
| ------------------------------ | ---------- | -------- | ----------------------- | --------------- |
| Светски рекорд СР              | Аустралија | 3:30,65  | Рио де Жанеиро (Бразил) | 6. август 2016. |
| Рекорд светских првенстава РПр | Аустралија | 3:31,48  | Казањ (Русија)          | 2. август 2015. |

Током такмичења постављена су два нова национална рекорда, а један од њих је уједно био и континентални рекорд.

## Резултати квалификација
У квалификацијама је учестовало укупно 13 штафета које су се такмичиле подељене у две групе. Квалификације су пливане у јутарњем делу програма 23. јула, са почетком од 11:39 часова, а пласман у финале остварило је 8 штафета са најбољим временима.
| ПЛ. | Група | Стаза | Штафета          | Пливачи                                                                                            | Резултат       | Нап.           |
| --- | ----- | ----- | ---------------- | -------------------------------------------------------------------------------------------------- | -------------- | -------------- |
| 01. | 1     | 4     | Сједињене Државе | Лија Нил (53,94) Келси Ворел (53,27) Оливија Смолига (53,67) Малори Комерфорд (52,47)              | 3:33,35        | КВ             |
| 02. | 1     | 5     | Холандија        | Мауд ван дер Мер (54,72) Фемке Хемскерк (52,72) Ким Бус (54,79) Раноми Кромовиђојо (52,03)         | 3:34,26        | КВ             |
| 03. | 2     | 4     | Aустралија       | Емили Сибом (54,32) Медисон Вилсон (53,94) Британи Елмсли (53,61) Шејна Џек (53,31)                | 3:35,18        | КВ             |
| 04. | 1     | 1     | Шведска          | Мишел Колеман (53,21) Сара Шестрем (52,19) Натали Линдборг (55,90) Луиз Хансон (54,20)             | 3:35,50        | КВ             |
| 05. | 2     | 5     | Канада           | Сандрин Мејнвил (53,87) Мишел Торо (54,50) Ребека Смит (53,93) Кајла Санчез (53,54)                | 3:35,84        | КВ             |
| 06. | 2     | 6     | Кина             | Џу Менгхуеј (54,06) Ај Јенхан (54,71) Ву Јуе (54,46) Џанг Јуфеј (53,79)                            | 3:37,02        | КВ             |
| 07. | 1     | 3     | Jапан            | Рикако Ике (54,09) Томоми Аоки (54,34) Јуј Јамане (54,59) Чихиро Игараши (54,44)                   | 3:37,46        | КВ             |
| 08. | 1     | 6     | Данска           | Сигне Бро (54,85) Сара Бро (55,60) Емили Бекман (55,55) Пернил Блум (52,29)                        | 3:38,29        | КВ             |
| 09. | 2     | 2     | Мађарска         | Флора Молнар (54,93) Фани Ђуринович (55,16) Евелин Верасто (54,73) Жужана Јакабош (54,08)          | 3:38,90        |                |
| 10. | 2     | 3     | Италија          | Силвија ди Пјетро (54,80) Ерика Ферајоли (54,91) Ђорђа Бјондани (55,47) Федерика Пелегрини (53,90) | 3:39,08        |                |
| 11. | 2     | 1     | Израел           | Андреа Мурез (54,79) Зохар Шиклер (56,75) Керен Зибнерr (56,03) Амит Иври (56,78)                  | 3:44,35        |                |
| 12. | 1     | 2     | Хонгконг         | Шобан Хаухеј (53,99) Клаудија Лау (56,26) Хо Нам Вај (57,48) Це Ханг Ју (56,66)                    | 3:44,39        |                |
| 13. | 2     | 7     | Јужна Африка     | Ерин Галагер (55,94) Кејт Бивон (59,98) Саманта Рендл (1:00,68) Кајлин Корбет (1:01,23)            | 3:57,83        |                |
| —   | 1     | 7     | Словачка         | Нису наступили                                                                                     | Нису наступили | Нису наступили |

## Резултати финала
Финална трка пливана је у вечерњем делу програма 23. јула, са почетком од 19:03 часова. Оборена су два национална рекорда, од чега је један уједно и континентални рекорд.
| ПЛ. | Стаза | Штафета          | Пливачи                                                                                         | Резултат | Нап.  |
| --- | ----- | ---------------- | ----------------------------------------------------------------------------------------------- | -------- | ----- |
|     | 4     | Сједињене Државе | Малори Комерфорд (52,59 KР ) Келси Ворел (53,16) Кејти Ледеки (53,83) Симон Мануел (52,14)      | 3:31,72  | НР KР |
| 2   | 3     | Aустралија       | Шејна Џек (53,75) Бронте Кемпбел (52,14) Британи Елмсли (53,83) Ема Макион (52,29)              | 3:32,01  |       |
| 3   | 5     | Холандија        | Ким Бус (54,05) Фемке Хемскерк (52,84) Мауд ван дер Мер (53,77) Раноми Кромовиђојо (51,98)      | 3:32,64  |       |
| 4.  | 2     | Канада           | Сандрин Мејнвил (53,77) Шантал ван Ландегем (52,97) Кајла Санчез (54,16) Пени Олексијак (52,98) | 3:33,88  |       |
| 5.  | 6     | Шведска          | Сара Шестрем (51,71 СР ) Мишел Колеман (52,68) Ида Линдборг (55,59) Луиз Хансон (53,96)         | 3:33,94  | НР    |
| 6.  | 7     | Кина             | Џу Менгхуеј (53,79) Џанг Јуфеј (54,31) Ву Јуе (54,96) Ај Јенхан (53,43)                         | 3:36,49  |       |
| 7.  | 1     | Jапан            | Рикако Ике (54,59) Томоми Аоки (54,45) Јуј Јамане (54,62) Чихиро Игараши (54,58)                | 3:38,24  |       |
| 8.  | 8     | Данска           | Сигне Бро (54,72) Сара Бро (56,60) Емили Бекман (54,84) Пернил Блум (52,70)                     | 3:38,.86 |       |